# Времський Бритоф
Времський Бритоф (словен. Vremski Britof) — поселення в общині Дівача, Регіон Обално-крашка, Словенія. Висота над рівнем моря: 377 м.